# Линейная система расходов
Линейная система расходов (англ. Linear system of demand) –  система оценки потребительского спроса на основе предположения о двухэтапной схеме формирования спроса. Была разработана в 50-е годы 20 века. 
Предполагается, что на первом этапе потребитель распределяет свой бюджет между товарными группами. Например, на еду, одежду и т.д. На втором этапе принимается решение о том, сколько товаров каждого вида нужно приобрести.

## Задача потребителя
Функция полезности потребителя описывает предпочтения Стоуна-Гири:
{\displaystyle u(x_{1},x_{2},...x_{L})=\sum _{l=1}^{L}\gamma _{l}\log(x_{l}-\alpha _{l})},
где {\displaystyle \gamma _{l}} – относительная значимость товара для потребителя; {\displaystyle \alpha _{l}} – минимальный уровень потребления данного товара, необходимый потребителю (англ. substinence level).
Бюджетное ограничение выглядит обычным образом
{\displaystyle \sum _{l=1}^{L}p_{l}x_{l}=w}
Решение задачи приводит в системе уравнений, каждое из которых описывает спрос на отдельный товар как некоторую долю в общих расходах потребителя:
{\displaystyle p_{l}x_{l}=p_{l}\alpha _{l}+\gamma _{l}{\Bigg (}w-\sum _{k=1}^{L}p_{k}\alpha _{k}{\Bigg )}}
Первое слагаемое описывает необходимый уровень потребления товара, а второе дополнительное взвешенное потребление после удовлетворения базовых потребностей.

## Свойства линейной системы расходов
Линейная система расходов обладает следующими свойствами.
1. Эластичность по цене меняется от нуля до единицы (по абсолютному значению).
2. Перекрестные эластичности больше нуля  (по абсолютному значению).
3. Сумма долей с бюджетных расходов равна 1 {\displaystyle {\Bigg (}\sum _{l-1}^{L}\gamma _{l}=1{\Bigg )}}.
4. Кривые Энгеля являются прямыми линиями.

## Применение
Линейная система расходов удобна, так как позволяет осуществлять эмпирическую оценку функций спроса на основе данных, собираемых статистическими органами. Наибольшую трудность представляет оценка минимально необходимого потребления {\displaystyle p_{i}\alpha _{i}}. Обычно для этих целей используют средние значения для группы потребителей.